# Jan Chryzostom Pasek

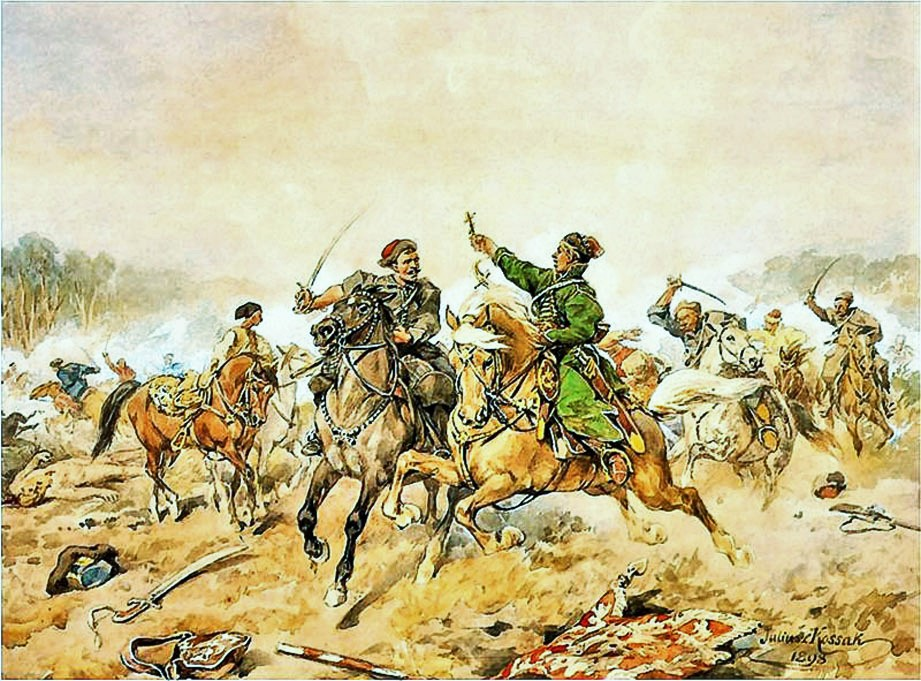
Jan Chryzostom Pasek vid belägringen av Ljachovitji (1660). Målning av Juliusz Kossak.

Jan Chryzostom Pasek, född omkring 1636 i Węgrzynowice, död 1 augusti 1701 i Niedzieliska, var en polsk militär och memoarförfattare. 
Pasek uppfostrades av jesuiter och inträdde i krigstjänst. Under Stefan Czarniecki deltog han i fälttågen till Danmark och Ryssland, men drog sig 1667 tillbaka till sin lantegendom, där han författade sina kulturhistoriskt intressanta memoarer, Pamiętniki. De trycktes fullständigt först 1836, men ha sedan utkommit i flera upplagor. Anteckningarna sträcker sig till 1688. På danska finns en god översättning i urval av Stanisław Rosznecki 1896 ("Polakkerne i Danmark 1659”; tysk översättning 1838). Hans av latinska fraser och grov humor späckade stil ger en dråplig bild av författaren och hans tid.